# Dorinel Marc
Dorinel Marc, född 1964, är en svensk konstnär med rumänsk bakgrund. 
Marc kom till Sverige från Rumänien som flykting i slutet av 1980-talet. Han har gjort sig känd bland annat genom att bjuda in Markus Andersson till Modernautställningen 2006 och genom att i maj 2007 intervenera i en performance av Itziar Okariz. Sedan 2011 uppträder han främst iklädd heltäckande burka.